# Juan Uriach
 (septembre 2016).
Si vous disposez d'ouvrages ou d'articles de référence ou si vous connaissez des sites web de qualité traitant du thème abordé ici, merci de compléter l'article en donnant les références utiles à sa vérifiabilité et en les liant à la section « Notes et références ».
Juan Uriach Lafita, né le 4 mars 1896 en Catalogne et mort le 7 juin 1934  à Barcelone, est un footballeur espagnol qui jouait au poste de gardien de but. 

## Biographie
Juan Uriach fait partie de l'équipe du FC Barcelone qui remporte la première édition du championnat d'Espagne lors de la saison 1928-1929.
Avec Barcelone, il joue 14 matchs en trois saisons au club. Il débute le 24 mars 1929 face au CE Europa (victoire 5 à 2 du Barça).
La présence au Barça de grands gardiens tels que Franz Platko et Ramon Llorens l'empêche de jouer davantage.
Il prend sa retraite sportive en 1931.

## Palmarès
Avec le FC Barcelone :
- Champion d'Espagne en 1929